# 森上亞希子
森上亞希子（1980年1月12日—），日本國家網球選手。

## 外部連結
- 森上亞希子的国际女子网球协会官方資料（英文）
- 森上亞希子的國際網球總會 職業／青少年 官方資料（英文）
- Fed Cup - Player profile - Akiko MORIGAMI (JPN) （页面存档备份，存于）
- 引退選手:森上亜希子 - 日本テニス協会公式サイト （页面存档备份，存于）（日語）